# Newton Arlosh
Newton Arlosh is een plaats in het Engelse graafschap Cumbria. Het maakt deel van de civil parish Holme East Waver en district Allerdale. Het heeft een kerk.